# Giuseppe Ignazio D'Arcour
Giuseppe Ignazio D'Arcour, o d'Harcourt, conte di San Didero (Torino, 30 marzo 1668 – Torino, 18 febbraio 1727) è stato un nobile italiano, sindaco di Torino nel 1712.

## Biografia
Figlio di Carlo Francesco, vicario di Torino e sindaco, nel 1683 fu nominato "gentiluomo di bocca" del duca di Savoia Vittorio Amedeo II.
Nel 1689 sposò Lodovica Maria Berzetti di Mulazzano, che morì due anni dopo, e nel 1692 Teresa Maria Argentero di Bagnasco, che ebbe da lui sette figli.
nel 1712 fu nominato sindaco di Torino, con Giuseppe Costeis.
Nel 1715 fece edificare nell'isola di San Secondo il palazzo di famiglia, che accorpò costruzioni già esistenti e fu completato nel 1722 al costo di 50.000 lire. Il palazzo, progettato da Gian Giacomo Planteri, è tuttora esistente con il nome di Palazzo Cigliano, all'angolo tra le vie Barbaroux e Botero, ed è attualmente adibito a condominio.